# Phylliinae
Phasmes-feuilles
Sous-famille
Les Phylliinae (les « Phasmes-feuilles ») sont la seule sous-famille des Phylliidae. 

## Liste des tribus et genres
Selon BioLib (24 octobre 2024) :
- tribu des Nanophylliini Zompro & Grösser, 2003
  - genre Nanophyllium Redtenbacher, 1906
- tribu des Phylliini Brunner von Wattenwyl, 1893
  - genre Acentetaphyllium Cumming & Le Tirant, 2022
  - genre Chitoniscus Stål, 1875
  - genre Cryptophyllium Cumming, Bank, Bresseel, Constant, Le Tirant, Dong, Sonet & Bradler, 2021
  - genre Microphyllium Zompro, 2001
  - genre Phyllium Illiger, 1798
  - genre Pseudomicrophyllium Cumming, 2017
  - genre Rakaphyllium Cumming & Le Tirant, 2022
  - genre Trolicaphyllium Cumming, Le Tirant & Büscher, 2021
  - genre Vaabonbonphyllium Cumming & Le Tirant, 2022

## Systématique
Le nom valide complet (avec auteur) de ce taxon est Phylliinae Brunner von Wattenwyl, 1893.
La taxinomie des espèces de phyllies évoluant actuellement, des divergences entre chercheurs existent, et des modifications sont à prévoir.